# 11-й армійський корпус (Третій Рейх)
11-й армі́йський ко́рпус (нім. XI. Armeekorps) — армійський корпус Вермахту за часів Другої світової війни.

## Історія
XI-й армійський корпус був сформований 6 жовтня 1936 у 11-му військовому окрузі (нім. Wehrkreis XI) в Ганновері.

## Райони бойових дій
- Німеччина (жовтень 1936 — вересень 1939);
- Польща (вересень — жовтень 1939);
- Німеччина (жовтень 1939 — травень 1940);
- Бельгія, Франція (травень 1940 — лютий 1941);
- Югославія (березень — квітень 1941);
- Румунія (квітень — червень 1941);
- СРСР (південний напрямок) (червень 1941 — жовтень 1942);
- Сталінград (жовтень 1942 — лютий 1943);
- СРСР (південний напрямок) (березень 1943 — серпень 1944);
- Польща, Словаччина, Німеччина (серпень 1944 — травень 1945).

## Командування

### Командири
Перше формування
- генерал артилерії Еміль Лееб (нім. Emil Leeb) (1 квітня 1939 — 1 березня 1940);
- генерал від інфантерії Йоахім фон Корцфляйш (нім. Joachim von Kortzfleisch) (1 березня 1940 — 6 жовтня 1941);
- генерал від інфантерії Ойген Отт (нім. Eugen Ott) (6 жовтня — 10 грудня 1941);
- генерал від інфантерії Йоахім фон Корцфляйш (10 грудня 1941 — 1 червня 1942);
- генерал від інфантерії, з 31 січня 1943 генерал-полковник Карл Штрекер (нім. Karl Strecker) (1 червня 1942 — 2 лютого 1943), (2 лютого 1943 захоплений в полон);

Друге формування
- генерал-лейтенант, з 1 травня 1943 генерал танкових військ Ерхард Раус (нім. Erhard Raus) (1 березня — 1 листопада 1943);
- генерал артилерії Вільгельм Штеммерман (нім. Wilhelm Stemmermann) (15 лютого — 18 лютого 1944), (18 лютого 1944 загинув у бою);

Трете формування
- генерал від інфантерії Рудольф фон Бюнау (нім. Rudolf Bünau) (1 квітня 1944 — 16 березня 1945);
- генерал артилерії Горст фон Меллентін (нім. Horst von Mellenthin) (16 — 20 березня 1945);
- генерал від інфантерії Рудольф фон Бюнау (20 березня — 6 квітня 1945);
- генерал від інфантерії Фрідріх Візе (нім. Friedrich Wiese) (6 квітня — 8 травня 1945).

## Бойовий склад 11-го армійського корпусу
Формування управління, забезпечення та підтримки
- 31-ше артилерійське командування (Arko 31), з 1940 - Arko 411,
- 411-те управління корпусного постачання (Korps-Nachschubtruppen 411);
- 51-й корпусний батальйон зв'язку (Korps-Nachrichten-Abteilung 51);

- 20-та моторизована дивізія (20. Infanterie-Division (mot.);
- 19-та піхотна дивізія (19. Infanterie-Division);
- 31-ша піхотна дивізія (31. Infanterie-Division).

- 18-та піхотна дивізія (18. Infanterie-Division);
- 19-та піхотна дивізія.

- 14-та піхотна дивізія (14. Infanterie-Division);
- 19-та піхотна дивізія;
- 31-ша піхотна дивізія.

- 7-ма піхотна дивізія (7. Infanterie-Division);
- 14-та піхотна дивізія;
- 31-ша піхотна дивізія.

- 7-ма піхотна дивізія;
- 211-та піхотна дивізія (211. Infanterie-Division);
- 253-тя піхотна дивізія (253. Infanterie-Division);
- 267-ма піхотна дивізія (267. Infanterie-Division);
- 269-та піхотна дивізія (269. Infanterie-Division).

- 61-ша піхотна дивізія (61. Infanterie-Division);
- 72-га піхотна дивізія (72. Infanterie-Division);
- 211-та піхотна дивізія;
- 290-та піхотна дивізія (290. Infanterie-Division).

- 72-га піхотна дивізія;
- 73-тя піхотна дивізія (73. Infanterie-Division);
- 164-та піхотна дивізія (164. Infanterie-Division).

- 60-та моторизована дивізія (60. Infanterie-Division (mot.);
- 294-та піхотна дивізія (294. Infanterie-Division);
- 4-та гірсько-піхотна дивізія (4. Gebirgs-Division);
- Моторизований полк «Гроссдойчланд» (Infanterie-Regiment "Großdeutschland" (mot.).

- 22-га піхотна дивізія (22. Infanterie-Division);
- 76-та піхотна дивізія (76. Infanterie-Division);
- 239-та піхотна дивізія (239. Infanterie-Division);
- 1-ша румунська моторизована бригада (1. motorisierte Brigade (rum.);
- 1-ша румунська кавалерійська бригада (6. Kavallerie-Brigade (rum.).

- 125-та піхотна дивізія (125. Infanterie-Division);
- 239-та піхотна дивізія;
- 257-ма піхотна дивізія (257. Infanterie-Division);
- 101-ша легка піхотна дивізія (101. leichte Infanterie-Division).

- VI-й румунський корпус (VI. rumänisches Korps);
- 1-ша румунська піхотна дивізія (1. rumänische Division);
- 1-ша гірсько-піхотна дивізія (1. Gebirgs-Division);
- 454-та дивізія охорони (454. Sicherungs Division).

- 4-та піхотна дивізія (4. Infanterie-Division);
- 376-та піхотна дивізія (376. Infanterie-Division);
- 384-та піхотна дивізія (384. Infanterie-Division).

- 60-та моторизована дивізія;
- 4-та піхотна дивізія;
- 376-та піхотна дивізія;
- 384-та піхотна дивізія.

- 167-ма піхотна дивізія (167. Infanterie-Division);
- 169-та піхотна дивізія (169. Infanterie-Division);
- 320-та піхотна дивізія (320. Infanterie-Division).

- 106-та піхотна дивізія (106. Infanterie-Division);
- 320-та піхотна дивізія.

- 5-та танкова дивізія СС «Вікінг» (5. SS-Panzergrenadier-Division Wiking);
- 57-ма піхотна дивізія (57. Infanterie-Division);
- 72-га піхотна дивізія (72. Infanterie-Division);
- Частини:
  - 167-ї піхотної дивізії;
- Добровольча бригада СС «Валлонія» (SS-Freiwilligen Sturmgeschütz-Brigade Wallonien).

- 101-ша єгерська дивізія (101. Jäger-Division);
- 1-ша угорська гірсько-піхотна бригада (1. Gebirgs-Brigade (ung.);
- 2-га угорська танкова дивізія (2. Panzer-Division (ung.).

- 96-та піхотна дивізія (96. Infanterie-Division);
- 168-ма піхотна дивізія (168. Infanterie-Division);
- 254-та піхотна дивізія (254. Infanterie-Division).

- 96-та піхотна дивізія;
- 168-ма піхотна дивізія;
- 254-та піхотна дивізія;
- 1-ша лижна дивізія (1. Skijäger-Division).

- 75-та піхотна дивізія (75. Infanterie-Division);
- 253-тя піхотна дивізія (253. Infanterie-Division);
- 100-та єгерська дивізія (100. Jäger-Division);
- 5-та угорська резервна дивізія (5. Reserve-Division (ung.).

- 97-ма єгерська дивізія (97. Jäger-Division);
- Частини:
  - 344-ї піхотної дивізії (344. Infanterie-Division);
  - 371-ї піхотної дивізії (371. Infanterie-Division);
  - 1-ї лижної дивізії;
  - 5-ї танкової дивізії СС «Вікінг».

- 16-та танкова дивізія (16. Panzer-Division);
- 17-та танкова дивізія (17. Panzer-Division);
- 10-та панцергренадерська дивізія (10. Panzergrenadier-Division);
- 254-та піхотна дивізія;
- 4-та єгерська дивізія (4. Jäger-Division);
- 158-ма навчально-польова дивізія (158. Feldausbildungs-Division).